# イゴール・スタセビチ
イーハル・スタセーヴィチ（Ihar Stasevich,1985年10月21日）は、ベラルーシ・ボリソフ出身のサッカー選手。元ベラルーシ代表。FCアティラウ所属。ポジションはMF。

## 経歴

### クラブ
2004年シーズンにデビューし、このシーズンは6試合に出場したが、リザーブチームでの出場がメインだった。2005年シーズンは14試合に出場し、初得点を決めた。2005-06シーズンのUEFAカップでヨーロッパカップ初出場を果たした。2006年シーズンは常時トップチームに招集され、24試合に出場して2得点5アシストした。2007年シーズンのリーグ戦は21試合に出場して1得点8アシストを記録した。2007-08シーズンのUEFAチャンピオンズリーグは予選1回戦から予選3回戦までのすべてに出場したが、予選3回戦でFCステアウア・ブカレストに2試合合計2-4で敗退し、本戦出場はならなかった。2008年シーズンのリーグ戦は23試合に出場して2得点8アシストを記録した。
2008-09シーズンのUEFAチャンピオンズリーグは予選3回戦のFCステアウア・ブカレスト戦セカンドレグでセルゲイ・ソスノフスキーの得点をアシストし、初の本戦出場に貢献した。グループリーグ6試合すべてに先発出場した。2008年9月17日のレアル・マドリード戦では2度FKを放ったが、ゴールを脅かすには至らなかった。9月30日に行われたUEFAチャンピオンズリーグのユヴェントスFC戦で、23分にクロスをゴールに流し込みチーム2点目を決めた。一時は2-0とリードしたが、前半のうちに追いつかれて引き分けた。

### 代表
2009年4月1日、W杯予選のカザフスタン戦で代表初得点を挙げた。

## タイトル

### クラブ
BATEボリソフ
- ベラルーシ・プレミアリーグ：2006, 2007, 2008, 2009, 2010, 2015, 2016, 2017, 2018
- ベラルーシ・カップ：2005-06, 2009-10, 2014-15, 2019-20, 2020-21
- ベラルーシ・スーパーカップ：2010, 2015, 2016, 2017

ホメリ
- ベラルーシ・カップ：2010-11

シャフティオール・ソリゴルスク
- ベラルーシ・プレミアリーグ：2021
- ベラルーシ・スーパーカップ：2021

個人
- リーグベストMF：2007
- リーグベスト22：2006, 2007, 2008